# هاجیمه اوکایاسو
هاجیمه اوکایاسو (انگلیسی: Hajime Okayasu; ۲۹ نوامبر ۱۹۳۶ – ۵ نوامبر ۲۰۱۴) تدوین‌گر اهل ژاپن بود.